# Lobsang Yeshe Tendzin Gyatsho

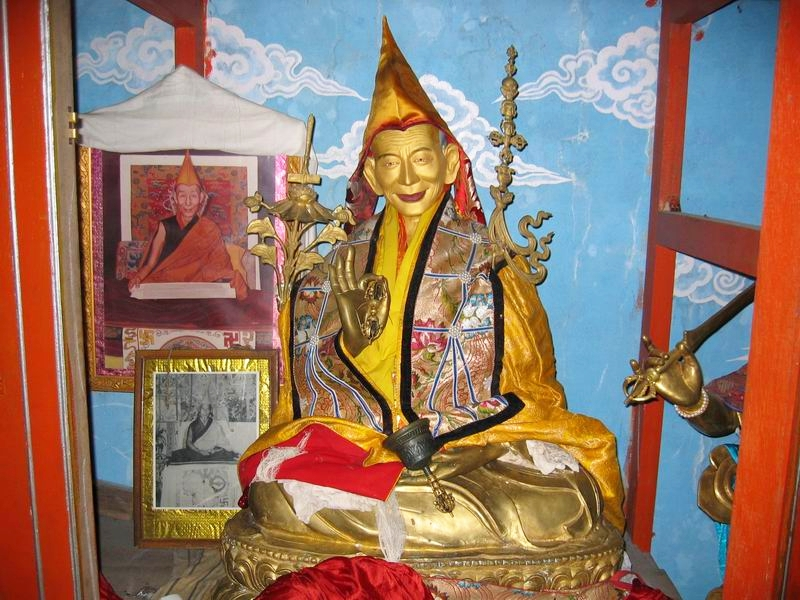
Statue Kyabje Thrijang Rinpoches im Sera-Kloster in Bylakuppe, Indien

Der dritte Thrijang Rinpoche Lobsang Yeshe Tendzin Gyatsho (tibetisch ཁྲི་བྱང་རིན་པོ་ཆེ་བློ་བཟང་ཡེ་ཤེས་བསྟན་འཛིན་རྒྱ་མཚོ Wylie khri byang rin po che blo bzang ye shes bstan 'dzin rgya mtsho; geb. 1901; gest. 1981) war ein bedeutender Gelug-Lama des tibetischen Buddhismus. Er war Schüler des Phabongkha Dechen Nyingpo und mehr als vierzig Jahre lang philosophischer Berater sowie Junior-Tutor (tib. yongs 'dzin) des vierzehnten Dalai Lama Tendzin Gyatsho ab 1951.
Ein bekannter Text Thrijang Rinpoches ist seine Einführung zu Befreiung in unseren Händen von Phabongkha Rinpoche.
Thrijang Rinpoche schrieb auch den Text zur Gyallu, der tibetischen Nationalhymne, die von der tibetischen Exilregierung verwendet wird.